# Franco Andreone
Franco Andreone (Torino, 1961. május 23. –) olasz zoológus, herpetológus. Kutató munkáját főként Madagaszkáron végezte a Tananarive Egyetemmel, a Tsimbazaza Botanikai és Zoológiai parkkal, a Természetvédelmi Világalappal együttműködve. Zoológiai szakmunkákban nevének rövidítése: „Andreone”.
Diplomáját (MSc) a Torinói Egyetemen szerezte biológiából 1985-ben. Ph.D-jét a Bolognai Egyetemen szerezte meg 1990-ben.  
A Boophis kétéltűnem számos fajának leírója. 
2009-ben megkapta a Sabin Amphibian-díjat, amit a kétéltűek kutatásában és természetvédelmében folytatott kiemelkedő munka elismeréseként adnak.

## Magyarul megjelent művei
- Európa; ford. Kaplár F. Krisztina; Gabo, Bp., 2006 (Csodálatos tájak)